# 황호택의 눈을 떠요
《황호택의 눈을 떠요》는 대한민국의 채널A의 프로그램이다. 다양한 분야의 출연자들이 편안하게 대담하는 토크 프로그램이다.

## 방송 시간
- 2012년 12월 24일 ~ 2013년 6월 28일 : 월~금요일 오전 10시 40분